# Amegilla grisescens
Amegilla grisescens är en biart som först beskrevs av Rayment 1931.  Amegilla grisescens ingår i släktet Amegilla och familjen långtungebin. Inga underarter finns listade i Catalogue of Life.